# 성내충인동
성내충인동(城內忠仁洞)은 충청북도 충주시의 서쪽 중심부에 있는 행정구역이며, 충주시의 대표 번화가가 위치한 곳이다. 조선시대 1602년까지 충청감영이 있었고, 병영이 위치해 있었다.
이 동네에는 충주시의 최대 번화가인 "젊음의 거리"가 있다. 이곳은 이전에 한창 뜨던 곳이었으나, 지금은 상권이 쇠퇴하여 연수동으로 상권이 서서히 옮겨지고 있으며(이로 인해 밤에는 신연수동으로 사람이 다 빠져버린다), C&C 몰이 건설되면서 다시 상권이 부활하고 있다.

## 연혁
- 1895년, 충주군 설치. 충주군 북변면
- 1912년, 구한국지방행정구역명칭일람에 충주군 남변면으로 31개리 관할
- 1914년, 행정구역 통폐합에 따라 남변면의 일부동, 이부동, 삼부동, 남부동과 북변면의 동문리, 내리, 대가미리 일부를 병합하여 충주읍이라 하여 충주군 읍내면으로 편입
- 1917년, 읍내면을 충주면으로 개칭
- 1931년, 충주면의 읍승격으로 읍내면을 네구역(본정,영정,금정,대수정)으로 분리 본정으로 개칭
- 1946년, 왜식동명 변경에 의하여 본정을 성내동으로, 영정을 성남동으로, 금정을 성서동으로, 대수정1구를 충인동으로 개칭
- 1956년, 충주읍의 시승격

## 법정동
- 성내동(城內洞)
- 성남동(城南洞)
- 성서동(城西洞)
- 충인동(忠仁洞)
- 충의동(忠義洞)

## 주요 기관
- 상업지역
  - 무학시장
  - 자유시장
  - 중앙시장
- 금융지역
  - 국민은행 충주점
- 공공기관
  - 충주문화회관

## 관광지역
- 관아공원(옛 충주 관아)